# Monasterio de Santa María de Óvila
Santa María de Óvila es un monasterio cisterciense fundado en el año 1186 y declarado monumento en 1931. Fue construido primeramente en Murel (actualmente término de Carrascosa de Tajo), varios kilómetros aguas arriba del lugar donde más tarde fue reconstruido en su actual emplazamiento, en el término municipal de Trillo, en Guadalajara, junto al río Tajo. En la actualidad, sus ruinas se encuentran dentro de una finca agrícola privada.

## Historia

### Fundación y esplendor
El monasterio de Óvila fue fundado por donación de Alfonso VIII de Castilla en 1175, concediendo también otras múltiples donaciones y acrecentamientos a los monjes blancos que inicialmente habían acudido desde el monasterio de Santa María de Valbuena en Valbuena de Duero (Valladolid).
Las obras se inician a partir de 1181, con la construcción de la abadía, de sus dependencias monacales, el claustro y la iglesia. La ceremonia de consagración la presidió el abad de Santa María de Huerta, San Martín de Finojosa, en septiembre de 1213.
Los primeros bienes con los que contó el monasterio vinieron de la comarca circundante en la que llegan a tener el señorío de pueblos enteros, la propiedad de tierras y utilidades, así como la concesión de una gran cantidad de censos, impuestos y frutos: censos y diezmos de Huetos y Ruguilla, algunas yugadas de tierra en Gárgoles, un molino en Sotoca de Tajo y dos en Carrascosa de Tajo, además de una gran heredad en Padilla del Ducado y otra en el lugar de Cortes.
En la Baja Edad Media se consolida el poder del monasterio. El propio rey Alfonso VIII prohíbe la reclamación de portazgo alguno al monasterio de Santa María de Óvila, autorizando a sus monjes a cortar leña en los mismos bosques regios y en territorio conquense, permitiendo que el ganados de los monjes puedan pasear libremente por los territorios donde lo hacen los del rey.

### Decadencia

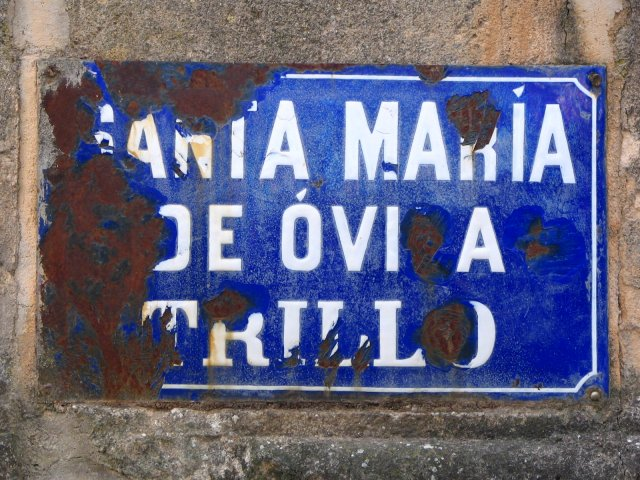
Rótulo del monasterio en la actualidad.

A lo largo del siglo XV el monasterio de Óvila comienza su lenta y permanente decadencia. Las guerras civiles del siglo XV provocaron la progresiva despoblación de los pueblos de la comarca del Alto Tajo. En este mismo siglo las posesiones que Óvila tenía en Huetos, Sotoca de Tajo, Ruguilla y Gárgoles de Abajo, van pasando paulatinamente a manos de la naciente aristocracia de la zona, los condes de Cifuentes, luego duques de Pastrana y del Infantado. El expolio llegó al punto de que hasta los vecinos de Murel y Morillejo, se adueñaron de las tierras que la Orden tenía en sus términos.
Una serie de vicisitudes agravan paulatinamente la ya precaria situación del monasterio: en el siglo XVIII un incendio acabó con todo el archivo del monasterio; durante la Guerra de Sucesión la iglesia se hace parroquial para poder sobrevivir; en la Guerra de la Independencia sufre considerables mermas económicas y grandes desperfectos materiales; las iras y pasiones de los primeros años del siglo XIX en los pueblos cercanos, condenan al monasterio a la soledad y el silencio a pesar de la ayuda y protección del rey Fernando VII; y finalmente en 1835, cuando apenas quedaban monjes entre sus muros, la desamortización de Mendizábal es prácticamente su sentencia de muerte.

### Expolio de bienes

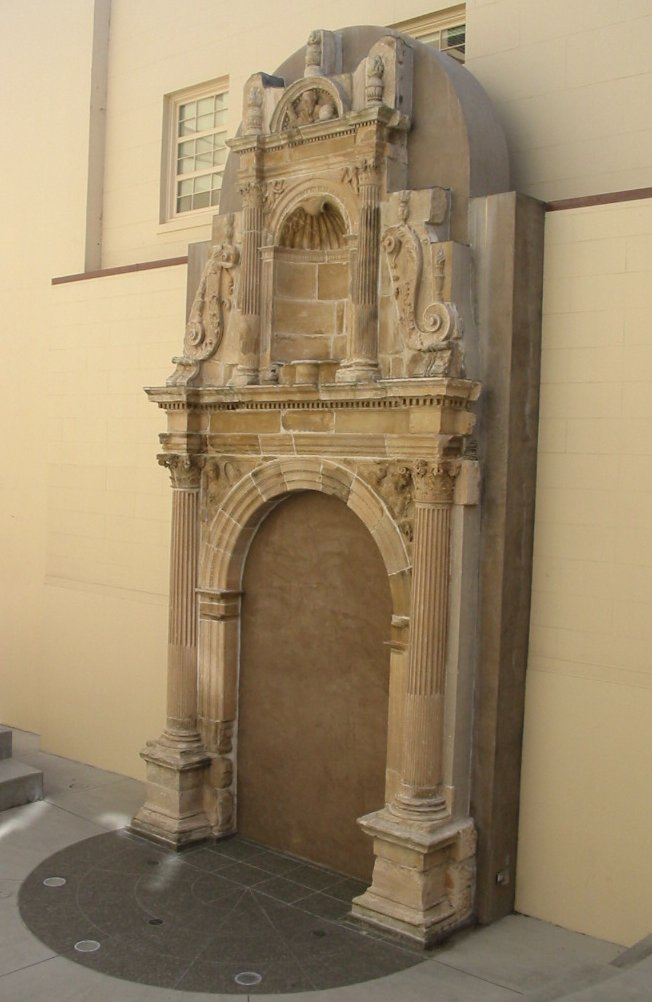
La portada manierista de su iglesia, reconstruida en San Francisco (California)

Tras la Desamortización muchas de las joyas artísticas de Óvila pasan a las iglesias parroquiales de los alrededores, sobre todo de Ruguilla, Huetos, Sotoca de Tajo y Carrascosa de Tajo. Otras muchas, como los libros de su biblioteca o los documentos de sus archivos son robados y malvendidos impunemente. El "Cartulario del Monasterio de Óvila", grueso volumen manuscrito en el que aparecen copiados los documentos reales de la Edad Media concediendo favores y privilegios al monasterio, permanece en manos particulares. El "Abadologio" de Óvila, en el que se reseña amplia y minuciosamente los frailes cistercienses que dirigieron y habitaron a lo largo de los siglos en el monasterio, permanece hoy en el Monasterio de Santa María la Real de Osera (Orense) en forma de cuidado volumen manuscrito.
El definitivo fin del monasterio comenzó en 1928, cuando el Estado lo vendió a un particular por 3130 pesetas de la época: Fernando Beloso, director del Banco Español de Crédito en Madrid en aquella época y dueño del llamado Coto de San Bernardo en Óvila, con magníficas tierras de regadío, campos de cereal y montes en torno a Óvila. Fernando Beloso lo vendió, por partes, al magnate de la prensa estadounidense William Randolph Hearst (Ciudadano Kane en la película de Orson Welles), por la cantidad de 97.000 dólares (85.000 dólares más la comisión de Arthur Byne, un agente de arte americano con base en Madrid y del que Hearts era su mejor cliente), el equivalente a 1,46 millones de dólares en 2022.
Asesorado por Arthur Byne, Hearst lo desmontó y envió piedra a piedra, no sin dificualtades, a Estados Unidos para instalarlo en su mansión californiana de Wyntoon. Tras muchas complejidades legales, fueron desembarcadas en el puerto de San Francisco y desde entonces permanecen olvidadas, deterioradas y dispersas las piedras del claustro, la sala capitular, el refectorio y el dormitorio de novicios en los jardines y almacenes del Golden Gate Park de San Francisco. En 2013, con el asesoramiento de José Miguel Merino de Cáceres, catedrático de Historia de la Arquitectura de la Universidad Politécnica de Madrid, se reconstruyó para la abadía de monjes trapenses de New Clairvaux (Califormia).
La portada manierista de su iglesia tuvo mejor suerte y está instalada desde 1965 en el Hearts Court del M. H. de Young Memorial Museum de San Francisco. Más tarde, esta portada fue donada a USF (Universidad jesuita de San Francisco) en 2002 y posteriormente en 2008 adherida a la construcción de un nuevo edificio denominado "Kalmanovitz Hall".

## El edificio

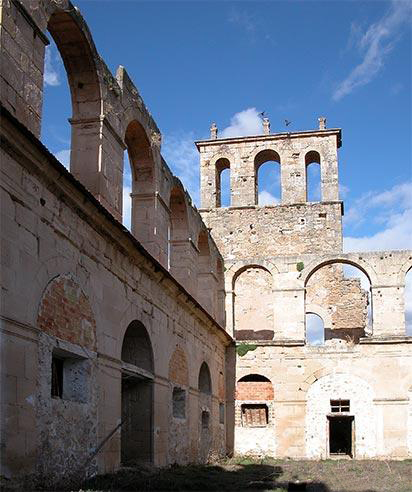
Estado que presenta en la actualidad el monasterio.

Son escasos los restos que quedan en pie en la actualidad en el monasterio de Santa María de Óvila: cimientos de la iglesia y la bodega (construidos en el siglo XIII bajo el reinado de Enrique I), paredones ruinosos, corrales, doble arquería del claustro de estilo renacentista, parte de las techumbres góticas de la iglesia convertida en garaje y almacén.
La iglesia era un edificio de planta de cruz latina, con una sola nave dividida en cuatro tramos, más el ancho crucero, y una cabecera con tres ábsides, de los cuales el central presentaba el presbiterio con planta cuadrada y el remate poligonal con cinco lados; los ábsides laterales eran de planta cuadrada. Todas las naves, crucero y ábside se cubrían de bóvedas de crucería, apuntadas. A los pies del templo se abría la portada, de efecto manierista, muy decorada con grutescos, hornacinas y capiteles.
Al sur del templo se abría el gran claustro, del que se conservan las arcadas externas, habiendo desaparecido sus cubiertas de crucería ojival. El claustro actual se construyó hacia 1617, y presenta una estructura de extremada sencillez, con doble arquería formada, a cada lado, por cinco arcos semicirculares sobre pilares cuadrados y dos arcos más estrechos a los extremos, sin adorno alguno, a excepción de sendos entablamentos lisos dispuestos sobre las respectivas arquerías.
Al costado occidental del claustro se alza una gran nave cubierta de bóveda de cañón apuntada, que fue usada como bodega y almacén de provisiones y aperos. Por el costado oriental del claustro se abrían las dependencias nobles del monasterio: la sacristía, la celda prioral, y la sala capitular de la que hoy solamente quedan simples e inexpresivos muros.

## Enlaces
- Wikimedia Commons alberga una categoría multimedia sobre Monasterio de Santa María de Óvila.

- El viaje del monasterio medieval español que William Randolph Hearst se llevó a EE UU. Diario El País. 19 de junio de 2021.
- Abadía de New Clairvaux. California. Estados Unidos.
- Wikimedia Commons alberga una galería multimedia sobre el monasterio de Óvila.
- Historia del Monasterio de Ovila, de F.Layna Serrano
- Notas de Dr. José Luis García de Paz sobre el Monasterio de Ovila Archivado el 25 de agosto de 2007 en Wayback Machine.
- Proyecto Sacred Stones: Unos monjes del cister californianos reconstruyen la Sala Capitular en su abadía de New Clairvaux en Vina, (California)
- Valdeolivas (Cuenca) y Santa María de Ovila
- Sí a la Historia del Arte: Reconstruyen piedra a piedra una capilla medieval de Guadalajara (España) en Estados Unidos

- Datos: Q1166944
- Multimedia: Monastery of Santa María de Óvila / Q1166944